# Unteraargletscher

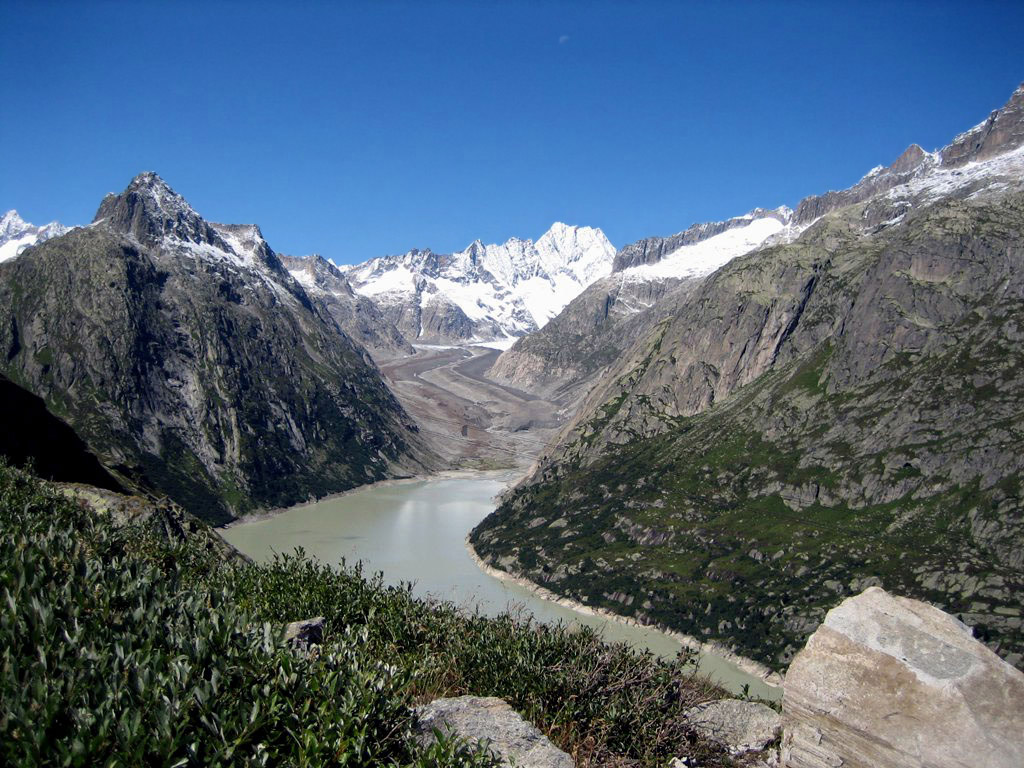
Unteraargletscher

Unteraargletscher – lodowiec w Alpach Berneńskich w Szwajcarii.
Lodowiec jest jednym ze źródeł rzeki Aare.